# Каратал (Зайсанський район)
Карата́л (каз. Қаратал) — село у складі Зайсанського району Східноказахстанської області Казахстану. Адміністративний центр Каратальського сільського округу.
Населення — 2654 особи (2021; 2790 у 2009, 2958 у 1999, 2561 у 1989).
Національний склад станом на 1989 рік:
- казахи — 100 %